# Assedio di Nicea (1113)
L'assedio di Nicea fu combattuto nel 1113 tra Bizantini e Turchi selgiuchidi; si trattò di un tentativo infruttuoso del sultanato di Iconio di riconquistare Nicea, presa dai bizantini con l'aiuto dei crociati nel 1097.

## La battaglia
Dopo il successo della prima crociata e il fallimento della crociata del 1101, i selgiuchidi ripresero le loro offensive contro l'impero bizantino. L'imperatore Alessio I Comneno, che iniziava a sentire la vecchiaia avanzare, non era in grado di affrontare la rapida invasione turca, che si stava diffondendo nell'Asia Minore bizantina. I selgiuchidi quindi assediarono Nicea, ma l'assedio fu vano, essi vennero sconfitti, e ricacciati nei loro confini.